# Plaza de Risueño
La plaza de Risueño es una plaza del casco antiguo de la ciudad española de Cartagena (Región de Murcia). Forma parte del recorrido de las procesiones de la Semana Santa y en ella desembocan las calles Don Roque y de la Caridad.

## Historia
Con anterioridad a su actual nombre, el lugar era conocido como la plaza de los Caballos, debido a que allí se encontraban las caballerizas de algunas gentes adineradas de la ciudad. Posteriormente pasó a llamarse Risueño para honrar al médico liberal Benigno Risueño de Amador (1802-1849), nacido en Cartagena y que tuvo que exiliarse en Francia debido a la persecución absolutista durante la Década Ominosa. En 1893 fue objeto de mejoras por parte del arquitecto Tomás Rico Valarino, quien diseñó nuevas verjas para la plaza.
Entrado el siglo XX, la plaza vio nacer al poeta Antonio Oliver en 1903 y acogió al Gran Cine Central, una de las primeras salas de cine de la Región de Murcia. Estallada la guerra civil española, en el transcurso del bombardeo de las cuatro horas –25 de noviembre de 1936– una bomba cayó sobre la plaza de Risueño, provocando un enorme socavón. Asimismo, en la sesión municipal del 9 de agosto de 1938, el Ayuntamiento republicano acordó su renombramiento como plaza de Gravina, en honor al marino que comandó la flota española en la batalla de Trafalgar.
En marzo del año 1998 se concluyeron las obras de remodelación programadas por el Ayuntamiento de Pilar Barreiro, la última modificación que ha sufrido la plaza.

## Monumentos

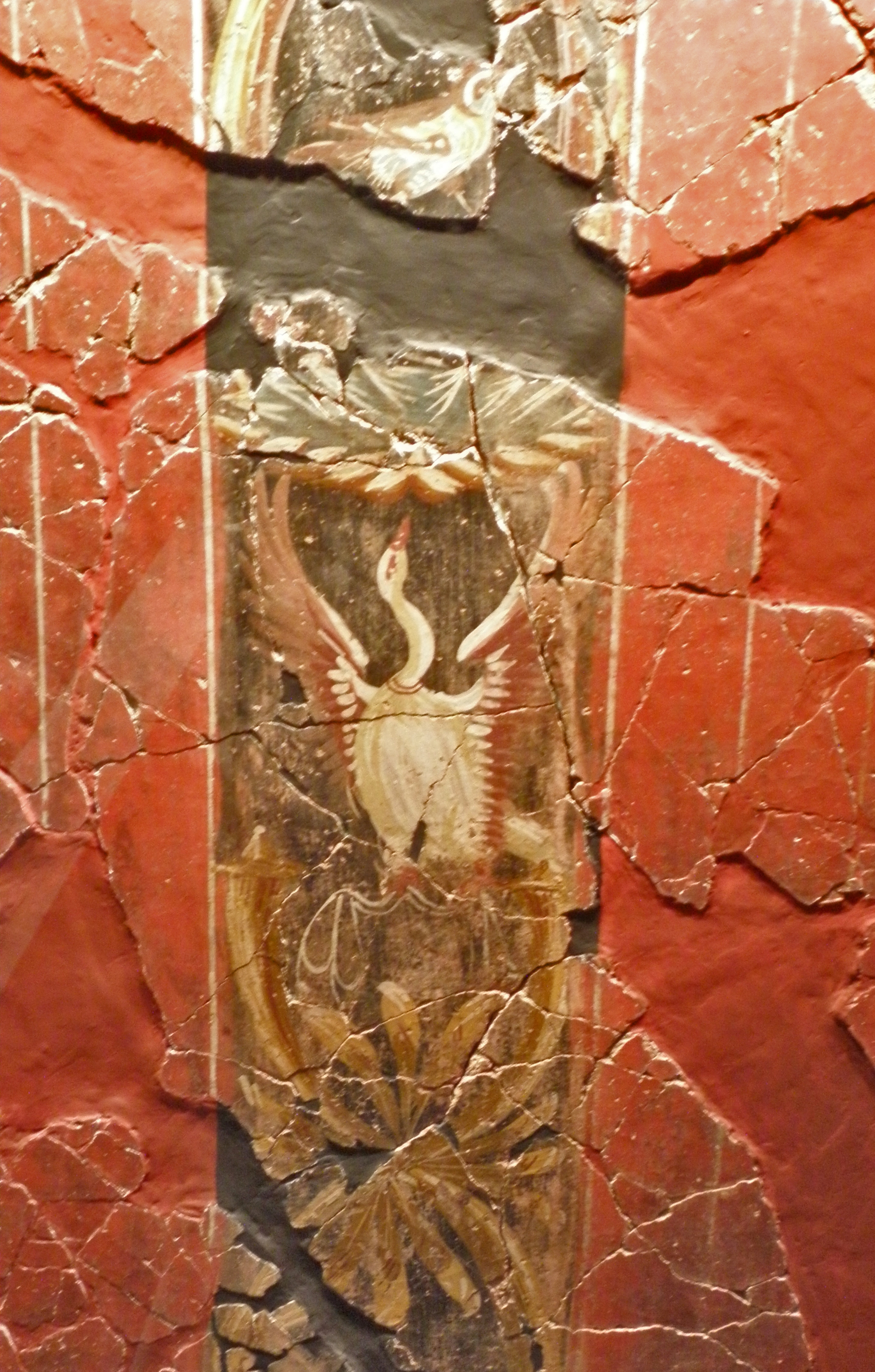
Pintura mural de la casa de la Fortuna

Entre los monumentos presentes en la plaza destaca la Casa de la Fortuna, los restos musealizados de una domus romana del siglo I a. C. dotada de ricos mosaicos y murales, y cuyo nombre viene de la inscripción en latín «Fortuna propitia» que puede verse en la entrada de la vivienda.
En el centro de este espacio urbano podemos ver el Monumento a la Inmaculada, una estatua de la Inmaculada Concepción obra del escultor Manuel Ardil Robles (1954), y frente a ella el edificio del Gran Cine Central, construido como mercado en 1880 por el arquitecto murciano Carlos Mancha con influencias de la arquitectura expresionista alemana, y acondicionado como cine por Lorenzo Ros Costa en 1925. Están además presentes en el entorno el edificio Berruezo Céspedes –diseñado por Beltrí en 1906– y el edificio Bonmatí –obra de Lorenzo Ros Costa, hacia 1928–.